# Finale UEFA Europske lige 2011.
Finale UEFA Europske lige 2011. bilo je drugo finale UEFA Europske lige, igrano na irskom novom Aviva stadionu u Dublinu, Irska. Inače 40. finale otkad se ovo natjecanje zvalo Kup UEFA, a 54. ukupno, računajući i Kup velesajamskih gradova. Datum finala bio je 18. svibnja 2011. godine.
Lokacija finala je određena 29. siječnja 2009. godine; biralo se između Emirates stadiona i Aviva stadiona. Kada je Wembley Stadium postao domaćin finala UEFA Lige prvaka 2011., odabir je pao na Aviva Stadium, jer ista zemlja ne može biti domaćin dva natjecanja u istoj godini.
U prvom portugalskom finalu u povijesti natjecanja, susreli su se Porto i Braga.  Utakmica je završila pobjedom Porta od 1:0, koji tako osvojio prvi naslov Europski lige; drugi ukupno nakon osvajanja Kupa UEFA 2002./03. Kolumbijski napadač Radamel Falcao postigao je jedni gol na utakmici, te povećao svoju statistiku na 17 golova i učvrstio status najboljeg strijelca Europske lige 2010./11.

## Pozadina finala
Prolaskom Porta i Brage u finale Europske lige znalo se da će to biti prvo portugalsko finale u svim UEFA-inim natjecanjima ikad, i tek drugi europski susret između dvije portugalske ekipe, nakon polufinala iste sezone između Brage i Benfice. Međutim, ovo je osmo finale Kupa UEFA ili Europske lige u kojem nastupaju dvije ekipe iz iste države. S udaljenošću od 47.4 km između gradova Porta i Brage, ovo je finale oborilo rekord najmanje udaljenosti između gradova dvaju finalista u UEFA-inom natjecanju. Prijašnji su rekord držali nizozemski PSV Eindhoven i belgijski KV Mechelen s međusobnom udaljenošću od 83.8 kilometara.
Porto je svoj nastup u velikom UEFA-inom natjecanju osigurao po peti put, nakon pobjedničkih sezona u Kupu prvaka 1986./87. (2:1 protiv Bayern Münchena), Kupu UEFA 2002./03. (3:2 protiv Celtica) i Ligi prvaka 2003./04. (3:0 protiv Monaca), te drugog mjesta u Kup pobjednika kupova 1984. porazom od 1:2 protiv Juventusa. Uz to, Porto je tri puta nastupio u UEFA Superkupu, kojeg je osvojio 1987. (ukupno 2:0 protiv Ajaxa) a izgubio 2003. (0:1 protiv Milana) i 2004. (1:2 protiv Valencije). Također je osvojio dva naslova Interkontinentalnog kupa, 1987. (1:0 protiv Peñarola iz Urugvaja) i 2004. (0:0, pa 8:7 na jedanaesterce protiv Once Caldasa iz Kolumbije).
Braga je po prvi put u svojoj povijesti prošla u finale nekog UEFA-inog natjecanja. Prije dublinskog finala, najveći europski uspjeh ove ekipe bio je plasman u osminu finala Kupa UEFA 2006./07. i 2008./09. Nastup u sezoni 2008./09. Braga je osigurala preko Intertoto kupa 2008., gdje je bila jedna od jedanaest pobjednika. Nakon što je dogurala najviše u Kupu UEFA od svih 11 pobjednika, Braga se smatra ukupnim pojednikom Intertoto kupa te sezone. Za razliku od povećeg broja osvojenih nacionalnih i europskih trofeja Porta, Braga je imala samo jedan značajan trofej u svojoj povijesti: Portugalski kup 1966.
Inače stalni sudionik UEFA Lige prvaka, Porto je u sezoni 2009./10. završio na trećem mjestu Primeira Lige i tako propustio mjesto u Ligi prvaka 2010./11., tako prošavši u razigravanje za Europsku ligu. Ovo je prvi Portov nastup u UEFA-inom sekundarnom natjecanju nakon njegova osvajanja 2002./03. sezone. Braga, s druge strane, postigla je povijesni uspjeh osvojivši drugo mjesto Primeira Lige i osiguravši nastup u Ligi prvaka po prvi put u svojoj povijesti. Braga je u natjecanje po skupinama prošla pobijedivši ugledne momčadi Celtica i Seville u kvalifikacijama i razigravanju. Momčad je završila skupinu na trećem mjestu, ispod Šahtar Donjecka i Arsenala i tako ispala u šesnaestinu finala Europske lige.

## Put do finala
| Momčad     | Uta. | Pob. | Izj. | Por. | PoG. | PrG. | GR  | Bod. |
| ---------- | ---- | ---- | ---- | ---- | ---- | ---- | --- | ---- |
| Porto      | 6    | 5    | 1    | 0    | 14   | 4    | +10 | 16   |
| Beşiktaş   | 6    | 4    | 1    | 1    | 9    | 6    | +3  | 13   |
| Rapid Wien | 6    | 1    | 0    | 5    | 5    | 12   | −7  | 3    |
| CSKA Sofia | 6    | 1    | 0    | 5    | 4    | 10   | −6  | 3    |

| Momčad         | Uta. | Pob. | Izj. | Por. | PoG. | PrG. | GR  | Bod. |
| -------------- | ---- | ---- | ---- | ---- | ---- | ---- | --- | ---- |
| Šahtar Donjeck | 6    | 5    | 0    | 1    | 12   | 6    | +6  | 15   |
| Arsenal        | 6    | 4    | 0    | 2    | 18   | 7    | +11 | 12   |
| Braga          | 6    | 3    | 0    | 3    | 5    | 11   | −6  | 9    |
| Partizan       | 6    | 0    | 0    | 6    | 2    | 13   | −11 | 0    |

## Uoči utakmice

### Stadion
Aviva Stadium u irskom glavnom gradu Dublinu izabran je za domaćina finala Europske lige 2011. na sastanku Izvršnog odbora UEFA-e, 29. siječnja 2009. Kandidaturu za ovaj irski stadion, tada još u izgradnji, ponudio je Irski nogometni savez (FAI) i Dublinsko gradsko vijeće. Natjecao se s Arsenalovim Emiratesom, ali kako je Wembley odabran za finale Lige prvaka 2011., stadion Arsenala je bio onemogućen biti domaćin ovog finala zbog UEFA-ina pravila da jedna država ne može biti domaćin dva finala iste sezone. Ovaj je odabir omogućio Irskoj da održi svoje prvo veliko europsko klupsko nogometno finale ikad.
Novi stadion kapacitetom od 50 000 sjedala sagrađen je na mjestu starog Lansdowne Roada, s namjerom da ta ista lokacija nastavlja biti dom irske ragbijaške i nogometne reprezentacije. Rušenje je započelo krajem svibnja 2007. i trajalo je dva mjeseca. Sama je izgradnja objekta započela u siječnju 2009., i do listopada, krovna je struktura već bila postavljena; dok je idućeg mjeseca započela konstrukcija terena. Stadion je završen u travnju 2010. i predan ragbijaškom (IFRU) i nogometnom savezu (FAI). Službeno je otvoren 14. svibnja 2010., a 11. kolovoza iste godine odigrana je prva međunarodna nogometna utakmica na stadionu, između Irske i Argentine.
12. veljače 2009., prava na ime stadiona dobila je britanska međunarodna osiguravačka tvrtka Aviva, na razdoblje od 10 godina. Međutim, zbog UEFA-ine zabrane sponzorskih imena u njenim natjecanjima, stadion se za vrijeme finala zvao "Dublin Arena". Pripreme stadiona za finale uključivale su uklanjanje svih reklama i sponzorskoh elemenata koji nemaju veze s UEFA-om i njenim službenim pokroviteljima. Direktor stadion Martin Murphy cijeli je proces objasnio kao "veliku operaciju", kroz koju su morali "pokriti sve natpise na pročelju stadiona" i da će " na tri kata biti postavljen UEFA-ini brandovi preko svih sponzorskih natpisa." Tako se povećao prostor za medije i njihove sadržaje.

### Ulaznice
Zbok sigurnosnih razloga, kapacitet Arene od 50 000 sjedala smanjen je na 47 tisuća za finale. Prodaja ulaznica za građane odrađena je u dvije faze. U prvoj su se fazi ulaznice prodavale samo za irske žitelje, od 16. prosinca 2010. do 13. siječnja 2011. Prijave za ulaznioe podnosile su se online UEFA-i i FAI-ju za maksimalno dvije karte u četiri kategorije cijena. Ispravne su prijave stavljene u kuglu da bi se izvukli dobitnici ulaznica; uspješnic dobitnici su obaviješteni i dobili su ulaznice 25. travnja. Predsjednik irskog saveza John Delaney otkrio je da je 7 000 karata rasprodano u prvoj fazi, od ukupno 21 000 prijava, te da je dodanih 3 tisuće karata dodijljeno djelatnicima FAI-ja. 21. veljače, započela je druga faza za međunarodnu publiku, i trajala je do 21. ožujka. Jednak je postupak bio kao i u prvoj fazi, prijave su stavljene u jednu kuglu i ulaznice su dostavljne do 18. travnja.
Svakom od dvaju finalista dodijeljeno je 12 tisuća ulaznica, od toga većinom iz najjeftinijih kategorija. Porto je zatražio cijeli svoj dio, koji je rasprodan vlasnicima godišnjih ulaznica, a kasnije i ostatku članova kluba. Braga nije iskoristila cijeli dio, vrativši nepodijeljene ulaznice.

### Ambasador finala
Bivši vezni igrač Irske i Liverpoola, Ronnie Whelan, predstavljen je kao ambasador za dublinsko finale UEFA Europske lige 2011. tijekom ždrijeba za natjecanje po skupinama, održano 27. kolovoza 2010. na Grimaldi Forumu u Monaku. Došavši u merseysideski klub 1979. godine, Whelan postaje važan član Liverpoolove ekipe iz 80-ih, osvojivši šest engleskih naslova, dva FA kupa i tri Liga kupa, kao i Kup prvaka 1984. Pomogao je irskoj reprezentaciji kvalificirati se za Europsko prvenstvo u nogometu 1988., njeno prvo veliko natjecanje; bio je također član reprezentacije kad se kvalifcirala za Svjetska prvenstva 1990. and 1994.

### Predaja trofeja
UEFA-in "Kup" predan je 19. travnja gradu Dublinu, u ceremoniji u Royal Hospital Kilmainhamu. Tijekom događaja koji je obilježavao jednomjesečno odbrojavanje do samog finala, predsjednik UEFA-e Michel Platini povjerio je trofej gradonačelniku Dublina Gerryju Breenu, da bi se Kup javno izložio diljem irskog glavnog grada na dan finala. Predstavnici Atlético Madrida, prvog pobjednika Europske lige – predsjednik Enrique Cerezo, predsjednik Uprave Clemente Villaverde, i branič Álvaro Dominguez. Predsjednik FAI-ja John Delaney, i ambasador finača Ronnie Whelan bili su također prisutni. Nakon primanja trofeja, Breen izjavio da "irski navijači su proputovali svijet navijajući za Irsku ali ovo je prvi put da ovakav događajj dolazi na naše obale i ovo će biti velik događaj za grad".
Turneja s trofejem započela je da bi obična publika mogla izbliza vidjeti Kup u raznim dijelovima Dublina, poput irske Generalne pošte, Gradske vijećnice, i nedavnog izgrađenog Terminala 2 dublinskog aerodroma.

### Suci
Sudačka ekipa finala Europske lige 2011. dolazi od španjolskog nogometnog saveza, koju je vodio suadac Carlos Velasco Carballo. Carballo je sudačku karijeru zapoočeo u španjolskoj prvoj ligi 2004. godine, a u travnju 2005. izabran je kao četvrti sudac za tri utakmice 'nokaut' dijela Europskog U-19 nogometnog prvenstva 2005. Godine 2008., primljen je u FIFA-in popis međunarodnih sudaca, a svoje prve međunardone surete sudio je u elitniim kvalifikacijama za Europsko U-19 prvenstvo 2008. Svoju prvu utakmicu UEFA Lige prvaka sudio je u kvalifikacijskom suretu iste godine, nakon toga još jednu 2009./10. sezone, kao i šest utakmica Europske lige. U sezoni 2010./11., sudio je prvu utakmicu regularnog tijeka Lige prvaka, od toga tri u skupinama i polufinale između Schalkea i Manchester Uniteda.
Carballov se čitav sudački tim sastoji od Španjolaca: pratili su ga pomoćni sudci Roberto Alonso Fernández i Jesús Calvo Guadamuro na linijama sa strane, te Carlos Clos Gómez i Antonio Rubinos Pérez na gol-aut linijama. Četvrti sudac za finale bio je David Fernández Borbolán kao i rezervni pomoćnik Juan Carlos Yuste Jiménez.

## Susret

### Odabir momčadi
Vezni igrač Porta, João Moutinho propustio je zadnju ligašku utakmicu svoje ekipe protiv Marítima, nakon što se ozljedio u prijašnjoj utakmici protiv Paçosa de Ferreire, ali se oporavio na vrijeme da bi ga André Villas-Boas stavio u momčad za finale Europske lige. Brazilce Hulka, Fernanda, i vratara Heltona, Villas-Boas je također odmarao protiv Marítima, u zamjenu za poljskog vratara Paweła Kieszeka i argentinskog veznjaka Mariana Gonzáleza, koji nisu upali u momčad za finale. Među igračima onemogućenima za igranje u Dublinu zbog ozbiljnijih ozljeda ili fizičkih ograničenja bili su Urugvajci Jorge Fucile (slomljena ključna kost) i Cristian Rodríguez, kao i Portugalac Emídio Rafael (slomljena fibula).
Bragin trener Domingos Paciência nije imao većih poteškoća s ozljedama svojih igrača. Unatoč tome što su bili odabrani za ligašku utakmicu protiv Sportinga, braniči Garcia i Rodríguez, te napadač Paulo César smatrali su se onesposobljenima za igranje u finalu i bili su izostavljeni zbog opreza. Kasnije su vraćeni u ekipu koja je trebala igrati u Dublinu.

### Sažetak
Došavši u ovo finale kao iznenađenje, Braga je brzo pokazala svoje namjere kad je Custódio promašio ranu priliku za pogodak s dalekometnim udarcem s desne strane šesnaesterca. Porto je odgovorio u 7, minuti, Hulk je zavarao tri Bragina braniča i poslao loptu samo nekoliko centimetara od okvira. Ubrzo nakon toga, Braga se prebacila u defenzvniju formaciju, zaustavljavši većinu Portovih napada. Ostatak prvog poluvremena obilježilo je nekoliko prilika i prekomjernih uklizavanja, sve do 44. minute, kad je Porto probio led. Labavo dodavnje Alberta Rodrigueza iskoristio je Fredy Guarín uzevši loptu na sredini terena i dodavši savršeni duboki nabačaj za nečuvanog Radamela Falcaa koji je poslao loptu glavom u gornji lijevi kut, neobranjivo za vratara Moraesa. To je Falcau bio 17. pogodak u natjecanju, koji je kasnije zacementirao već ptvrđeni status najboljeg strijelca Europske lige 2010./11., i koji je doprinio odabiru kolumbijca za igrača utakmice.
Trener Paciência uvodi Kakáa i Mossoróa za Bragu odmah na poluvremenu, i nije prošlo puno vremena da bi Mossoró stvorilo priliku za izjednačenje. Nakon što je lukavo ukrao loptu Rolandu, pošao je prema Heltonu da bi ovaj zaustavio njegov udarac nogom. Braga je počela pritiskati Porto, i zamjena Meyong je imao šansu za zgoditak u 77. minuti, ali njegov udarac s kraja šesnaestarca zaustavlja Helton s rukama. Porto je nastavio zadržavati Bragine polušaje i sam kreirao još opasnije iz kontra napada, ali rezultat se nije mijenjao do posljednjeg sučevog zvižduka.

### Detalji
| 18. svibnja 2011. 19:45 (UTC+1) |             |       |                                                                                           |
| Porto                           | 1 : 0       | Braga | Aviva Stadium, Dublin Broj gledatelja: 45 391 Sudac: Carlos Velasco Carballo (Španjolska) |
| Falcao 44'                      | (izvještaj) |       | Aviva Stadium, Dublin Broj gledatelja: 45 391 Sudac: Carlos Velasco Carballo (Španjolska) |

| Porto | Braga |

|                   |    |                    |       |     |
|                   |    |                    |       |     |
| GK                | 1  | Helton             | 90'   |     |
| RB                | 21 | Cristian Săpunaru  | 49'   |     |
| CB                | 14 | Rolando            | 90+3' |     |
| CB                | 30 | Nicolás Otamendi   |       |     |
| LB                | 5  | Álvaro Pereira     |       |     |
| DM                | 25 | Fernando           |       |     |
| CM                | 6  | Fredy Guarín       |       | 73' |
| CM                | 8  | João Moutinho      |       |     |
| RW                | 12 | Hulk               |       |     |
| LW                | 17 | Silvestre Varela   |       | 79' |
| CF                | 9  | Radamel Falcao     |       |     |
| Zamjene:          |    |                    |       |     |
| GK                | 24 | Beto               |       |     |
| DF                | 4  | Maicon             |       |     |
| MF                | 7  | Fernando Belluschi |       | 73' |
| FW                | 18 | Walter             |       |     |
| FW                | 19 | James Rodríguez    |       | 79' |
| MF                | 23 | Josef Souza        |       |     |
| MF                | 28 | Rúben Micael       |       |     |
| Trener:           |    |                    |       |     |
| André Villas-Boas |    |                    |       |     |

|                    |    |                   |     |     |
|                    |    |                   |     |     |
| GK                 | 1  | Artur Moraes      |     |     |
| RB                 | 15 | Miguel Garcia     | 55' |     |
| CB                 | 3  | Paulão            |     |     |
| CB                 | 2  | Alberto Rodríguez |     | 46' |
| LB                 | 28 | Sílvio            | 30' |     |
| DM                 | 27 | Custódio          |     |     |
| DM                 | 88 | Vandinho          |     |     |
| CM                 | 45 | Hugo Viana        | 24' | 46' |
| RW                 | 30 | Alan              |     |     |
| LW                 | 9  | Paulo César       |     |     |
| CF                 | 18 | Lima              |     | 66' |
| Zamjene:           |    |                   |     |     |
| GK                 | 42 | Cristiano         |     |     |
| DF                 | 4  | Kaká              | 80' | 46' |
| MF                 | 8  | Mossoró           | 59' | 46' |
| FW                 | 10 | Hélder Barbosa    |     |     |
| FW                 | 19 | Albert Meyong     |     | 66' |
| DF                 | 20 | Elderson          |     |     |
| MF                 | 25 | Leandro Salino    |     |     |
| Trener:            |    |                   |     |     |
| Domingos Paciência |    |                   |     |     |

| Igrač utakmice: Radamel Falcao (Porto) Pomoćni suci: Roberto Alonso Fernández (aut linija) Jesús Calvo Guadamuro (aut linija) Carlos Clos Gómez (gol-aut linija) Antonio Rubinos Pérez (gol-aut linija) Četvrti sudac: David Fernández Borbolán Rezervni sudac: Juan Carlos Yuste Jiménez |

### Statistika
|                  | Porto | Braga |
| ---------------- | ----- | ----- |
| Pogodci          | 1     | 0     |
| Udarci (ukupno)  | 5     | 5     |
| Udarci (u okvir) | 1     | 1     |
| Posjed lopte     | 58%   | 42%   |
| Udarci iz kuta   | 3     | 0     |
| Prekršaji        | 11    | 10    |
| Zaleđa           | 3     | 1     |
| Žuti kartoni     | 0     | 2     |
| Crveni kartoni   | 0     | 0     |

|                  | Porto | Braga |
| ---------------- | ----- | ----- |
| Pogodci          | 0     | 0     |
| Udarci (ukupno)  | 3     | 4     |
| Udarci (u okvir) | 0     | 2     |
| Posjed lopte     | 50%   | 50%   |
| Udarci iz kuta   | 4     | 3     |
| Prekršaji        | 12    | 9     |
| Zaleđa           | 1     | 5     |
| Žuti kartoni     | 3     | 3     |
| Crveni kartoni   | 0     | 0     |

|                  | Porto | Braga |
| ---------------- | ----- | ----- |
| Pogodci          | 1     | 0     |
| Udarci (ukupno)  | 8     | 9     |
| Udarci (u okvir) | 1     | 3     |
| Posjed lopte     | 55%   | 45%   |
| Udarci iz kuta   | 7     | 3     |
| Prekršaji        | 23    | 19    |
| Zaleđa           | 4     | 6     |
| Žuti kartoni     | 3     | 5     |
| Crveni kartoni   | 0     | 0     |

## Vanjske poveznice
- UEFA Europska liga 2010./11., UEFA.com
- Finale UEFA Europske lige 2011., UEFA.com

| Finala UEFA Europske lige                                                     | Finala UEFA Europske lige |
| ----------------------------------------------------------------------------- | ------------------------- |
|                                                                               |                           |
| 2010. • 2011. • 2012. • 2013. • 2014. • 2015. • 2016. • 2017. • 2018. • 2019. |                           |

| Finala UEFA Europske lige                                                     | Finala UEFA Europske lige |
| ----------------------------------------------------------------------------- | ------------------------- |
|                                                                               |                           |
| 2010. • 2011. • 2012. • 2013. • 2014. • 2015. • 2016. • 2017. • 2018. • 2019. |                           |